# Türksat 1B
O Türksat 1B foi um satélite de comunicação geoestacionário turco construído pela Aérospatiale, na maior parte de sua vida útil, ele esteve localizado na posição orbital de 31 graus de longitude leste e era operado pela Türksat. O satélite foi baseado na plataforma Spacebus-2000 e sua expectativa de vida útil era de 10 anos. O mesmo saiu de serviço em novembro de 2006 e foi enviado para uma órbita cemitério.

## História
A Turquia esperava lançar dois satélites de comunicação geoestacionários para formar uma rede. Mas o Türksat 1A foi perdido em 24 de janeiro de 1994, em um foguete Ariane-44LP H10+ após sofrer uma falha no lançamento. O Türksat 1B foi bem sucedido em seu lançamento em 10 de agosto do mesmo ano e foi posicionado com sucesso a 42 graus de longitude leste.
O satélite foi baseado na série Spacebus-2000 da Aérospatiale com uma massa em órbita de pouco mais de uma tonelada métrica. A carga útil de comunicação consistia de 16 transponders em banda Ku com uma vida útil prevista de 10 anos ou mais. O Türksat 1B saiu de serviço em novembro de 2006 e foi movido para uma órbita cemitério.

## Lançamento
O satélite foi lançado com sucesso ao espaço no dia 10 de agosto de 1994, às 23:05 UTC, por meio de um veículo Ariane-44LP H10+, lançado a partir do Centro Espacial de Kourou, na Guiana Francesa, juntamente com o satélite Brasilsat B1. Ele tinha uma massa de lançamento de 1.743 kg.

## Capacidade e cobertura
O Türksat 1B era equipado com 16 transponders em banda Ku para prestar serviços telecomunicação à Turquia.